# Espíritu ANZAC

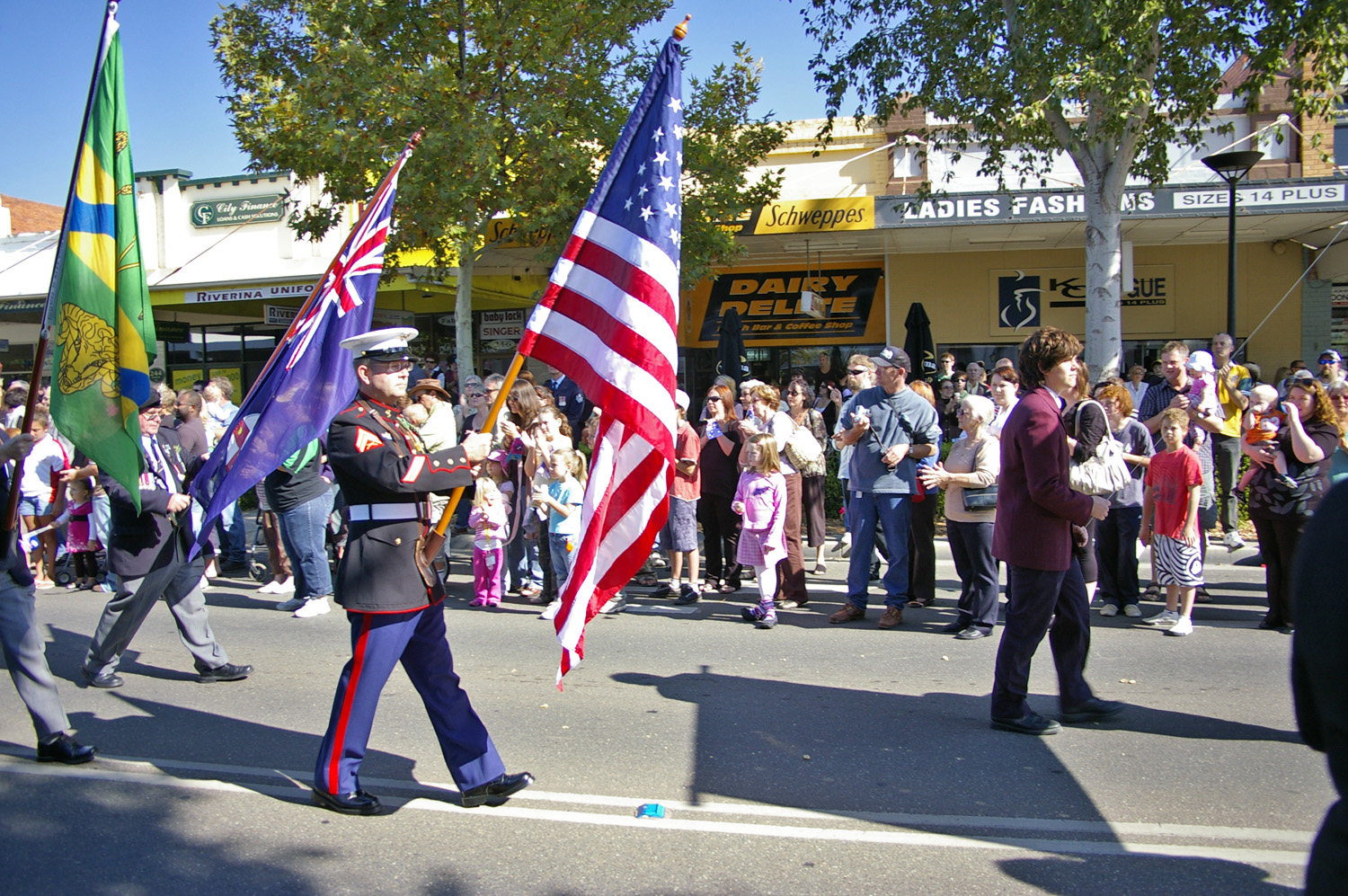
Día de ANZAC en Nueva Gales del Sur, 2008

El Espíritu Anzac o Leyenda Anzac es un concepto que sugiere que los soldados de Australia y de Nueva Zelanda poseen características comunes, específicamente las cualidades que se consideran que esos soldados demostraron en el campo de batalla durante la Primera Guerra Mundial. Estas cualidades se agrupan alrededor de varias ideas, incluyendo el valor de resistencia, ingenio, buen humor, larrikinismo y compañerismo. Según este concepto, los soldados son percibidos como inocentes y en forma, estoica y lacónica, irreverentes ante la autoridad, naturalmente equitativa y desdeñosa de las diferencias de clase británicas.
El Espíritu de Anzac también tiende a captar la idea de un "carácter nacional" australiano y de Nueva Zelanda "carácter nacional", con la Batalla de Galípoli descrita a menudo como el momento del nacimiento de la nación de tanto de Australia como de Nueva Zelanda.
El concepto fue expresado por primera vez en el repotaje del desembarco en Anzac Cove por Ellis Ashmead-Bartlett, así como más tarde, y mucho más ampliamente, por Charles Bean. Es considerado por los australianos como una leyenda, aunque sus críticos se refieren a él como el mito de Anzac.

## Desarrollo histórico del concepto
El corresponsal de guerra británico Ellis Ashmead-Bartlett, suministró los primeros informes de la llegada a la ensenada de Anzac por la recién creado Cuerpo del Ejército de Australia y Nueva Zelanda (Australian and New Zealand Army Corps) (ANZAC). Su informe fue publicado en Australia el 8 de mayo de 1915: 
 Ellos no esperaron órdenes ni a que los barcos llegaran a la playa pero, saltando en el mar, se adentraron en tierra, y formando una especie de línea áspera, se precipitaron contra los flashes de los fusiles del enemigo.
Cuenta Ashmead-Bartlett que los soldados fueron descaradamente heroícos:
 No ha habido ningún logro más fino en esta guerra que este brusco desembarco en la oscuridad y la toma de las cumbres... El General Birdwood, dijo el escritor, no daba abasto para alabar el coraje, la resistencia y las cualidades guerreras de los Coloniales (los australianos) que estaban contentos porque habían sido juzgados por primera vez y no habían decepcionado.
También en el 1915, en respuesta a la presentación de informes sobre los esfuerzos de los grandes soldados australianos, el poeta australiano Banjo Paterson escribió "Todos somos australianos ahora", incluidos los versos:
 The mettle that a race can show (El temple que una raza puede mostrar)

Is proved with shot and steel, (Se demuestra con disparos y acero,)

And now we know what nations know (Y ahora lo sabemos y lo saben las naciones)

And feel what nations feel. (Y sentir lo que sienten las naciones)

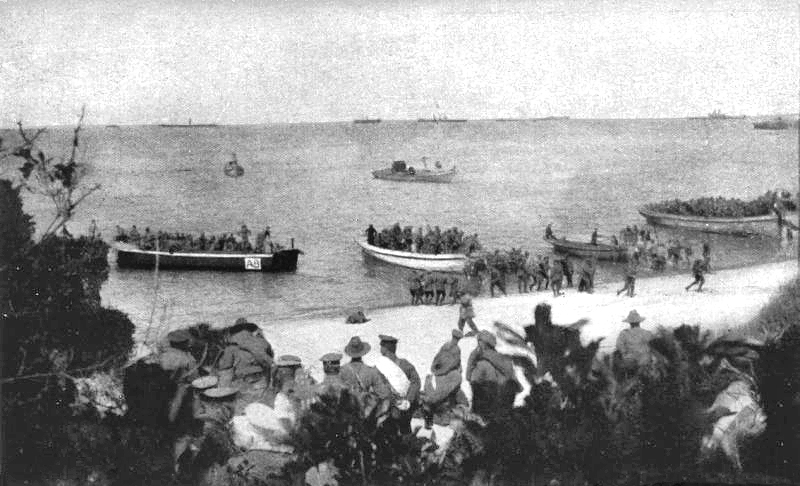
Desembarco de tropas australianas en Gallipoli

El espíritu Anzac fue especialmente popularizado por el historiador oficial de la guerra, el australiano Charles Bean. Bean encapsula el significado de Anzac en su publicación Anzac a Amiens (Anzac en Amiens):
ANZAC se alzó, y sigue en pie, con su valor temerario en una buena causa, iniciativa, inventiva, fidelidad, camaradería y resistencia que nunca poseerán la derrota..
Para los soldados de la Batalla de Gallipoli, Bean sostuvo que la vida no habría sido digna de ser vivida si se hubiese traicionado el ideal de compañerismo. A pesar de la derrota en Gallipoli los soldados de Australia y Nueva Zelanda se considera que mostraron un gran coraje, resistencia, iniciativa y disciplina. El estereotipo de que el desarrollo de Anzac rechazaba las restricciones innecesarias, poseía un sardónico sentido del humor, desdeñando el peligro, demostró ser igual para cualquier persona en el campo de batalla.
El año de 1958 vio la publicación de Russel Ward, The Australian Legend  La leyenda australiana. Promovía la igualdad de la naturaleza australiana y su permutación en los soldados de Anzac como la Leyenda Australiana, que pronto se convirtió en un libro de referencia en la escritura de la historia australiana.
Durante los años 1960 y 1970, debido a la falta de observancia del Día de Anzac, en la sociedad en general, la idea única de un Espíritu de Anzac comenzó a desvanecerse. Especialmente entre los baby boomers, el interés en el Día de Anzac llegó a su punto más bajo a raíz de las manifestaciones contra la guerra contra la participación de Australia en la guerra de Vietnam. Veteranos de Vietnam, especialmente aquellos que fueron reclutados por el servicio militar obligatorio, fueron representados por algunos, en la década de 1970, como faltos del Espíritu Anzac.
Un resurgimiento en la conmemoración popular de Día de Anzac, en la década de 1980 (posiblemente relacionado con el lanzamiento de la película  Gallipoli), trajo de vuelta la idea de un Espíritu de Anzac a la prominencia en el discurso político de Australia. Ha habido un aumento en las personas, especialmente entre los jóvenes, que asisten al Servicio del Día de Anzac en Australia y Nueva Zelanda, donde el Espíritu de Anzac se invoca a menudo.
La definición moderna del Espíritu de Anzac se refiere no sólo a los australianos y neozelandeses, sino también a los turcos. Se considera que los turcos comparten este sentimiento de compañerismo forjado en el honor de la batalla.

## El Espíritu de Anzac y la identidad nacional
Tras sólo catorce años después de la constitución de la Federación de Australia, la Batalla de Gallípoli fue uno de los primeros acontecimientos internacionales que vivieron los australianos participando como australianos. Como tal, ha sido vista como un evento clave en la creación de un sentido de identidad nacional. Según el Dr. Frank Bongiorno, profesor titular de Historia en la Universidad de Nueva Inglaterra:

La Campaña de Gallipoli fue el principio de la verdadera nacionalidad australiana. Cuando Australia fue a la guerra, en el año 1914, muchos australianos blancos creían que su Comunidad no tenía antecedentes, que todavía no era una verdadera nación, que sus días más gloriosos todavía estaban por venir. En este sentido la campaña de Gallipoli fue un momento decisivo para Australia como una nueva nación.

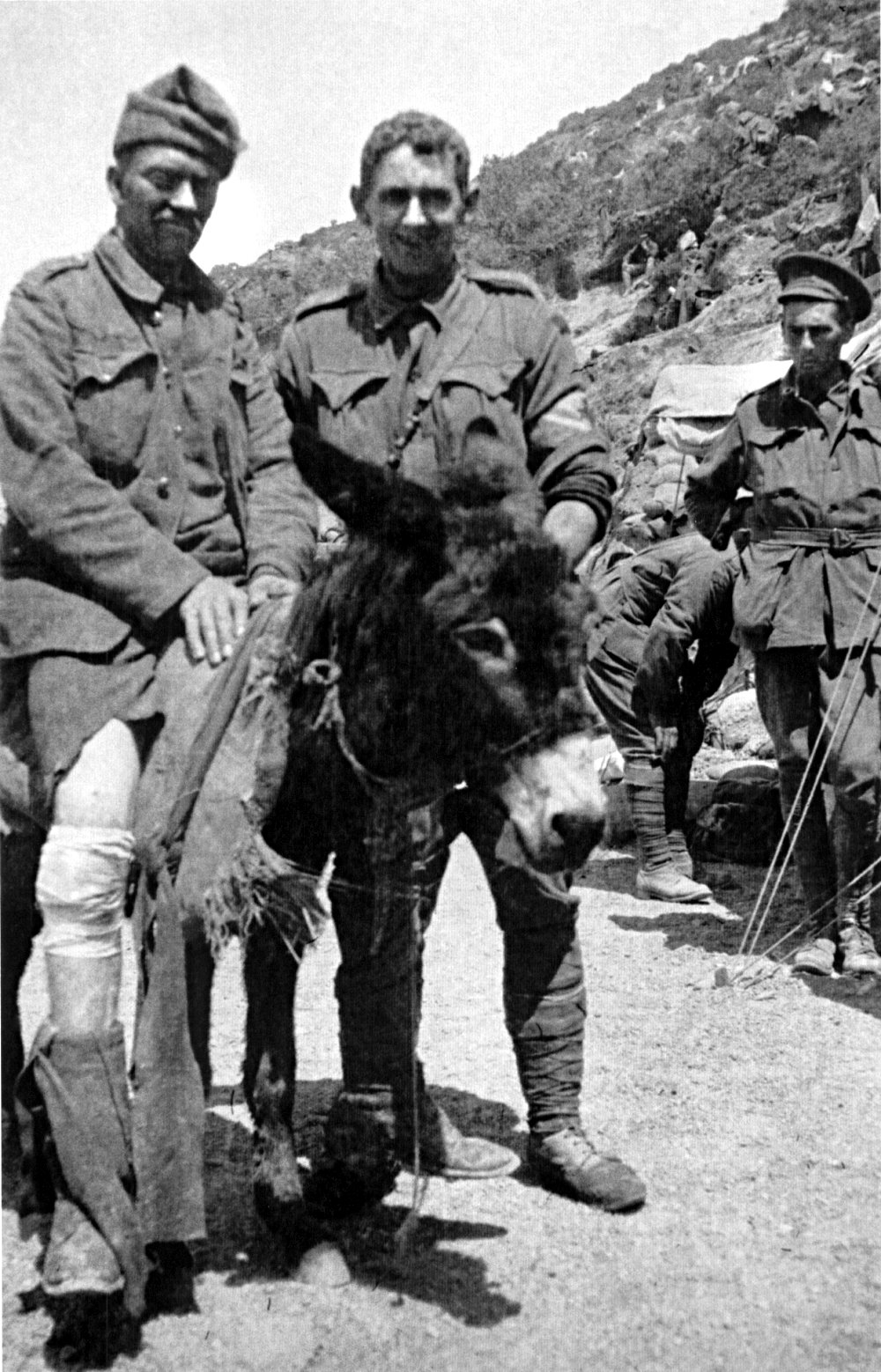
John Simpson Kirkpatrick (centro) con su asno, llevando a un soldado herido

La influyente A Short History of Australia (Una breve historia de Australia) de Ernest Scott, que se mantuvo como un texto estándar en las escuelas durante casi cuatro décadas desde 1916, a través de seis ediciones en vida del autor, claramente enunciaba este concepto. En el prefacio a la primera edición del libro, Scott vinculada el asentamiento europeo en Australia con la idea de que Australia era una nación en los campos de batalla de Gallipoli:
Esta breve historia de Australia comienza con un espacio en blanco en el mapa y termina con el registro de un nuevo nombre en el mapa, el de Anzac.
Charles Bean también propaga este punto de vista, que extiende la idea de sugerir que la nacionalidad de Nueva Zelanda también nació en la Primera Guerra Mundial. En el año 1924 escribió lo siguiente:
El Día de Anzac ahora pertenece al pasado, y durante la guerra toda la energía se concentró en el futuro, pero la influencia de la Campaña de Gallipoli en la vida nacional de Australia y Nueva Zelanda ha sido demasiado profunda como para desaparecer... fue en el 25 de abril del año 1915 que la conciencia nación afloró.
La creencia popular de que Anzacs, a través de su espíritu, ha forjado el carácter nacional de Australia, es aún hoy en día frecuentemente expresado. Por ejemplo, en el año 2006 el Gobernador general de Australia, Michael Jeffery, dio un discurso en el que dijo que a pesar de los Anzacs perdieron la campaña crearon una identidad duradera para Australia:
Estamos llamados a recordar los sacrificios en la batalla de los granjeros australianos y la talla de empleados, profesores y trabajadores para conmemorar el coraje excepcional y la fuerza de carácter sostenido cara a la adversidad... [La campaña] ganó para nosotros un sentido permanente de identidad nacional basado en los rasgos icónicos del compañerismo, el coraje, la compasión y el nous.
Una extensión de esta creencia es la idea de que el Anzacs es un ejemplo para las futuras generaciones de australianos a seguir, por la que se basan los 'valores de Australia'. En el año 2007 el ministro australiano de Defensa Brendan Nelson articulando este punto de vista, afirmó que el Anzacs ha "forjado los valores que nos pertenecen y nos hacen quienes somos y que nos recuerda que hay algunas verdades por las que vivimos." Nelson había sostenido anteriormente que la historia de Simpson y su burro rescatando a los heridos en Gallipoli "representa todo lo que está en el corazón de lo que significa ser un australiano".

El espíritu de Anzac se dice que también se ha exhibido, en ciertas ocasiones, durante las crisis civiles australianas. Por ejemplo, el Returned and Services League of Australia de los Estados: 
 El Espíritu de ANZAC continúa hoy en día en tiempos de dificultades, tales como ciclones, inundaciones e incendios forestales. En estos tiempos los australianos se unen para rescatarse los unos a los otros, aliviar el sufrimiento y para proporcionar alimento y refugio, cuidar unos de otros, y para que las víctimas de estos desastres sepan que no están solas.
En Nueva Zelanda el espíritu de Anzac es igualmente señalado en algunos sectores como la formación de un componente importante de la identidad nacional de Nueva Zelandala. El Gobierno de Nueva Zelandia, Ministerio de Cultura y el Patrimonio del Estado:
Los soldados neozelandeses se distinguieron por su valentía y destreza, el establecimiento de un vínculo duradero con los australianos que lucharon a su lado... Un gran sufrimiento fue causado al pequeño país por la pérdida de muchos de sus jóvenes. Pero la campaña de Gallipoli mostró actitudes y atributos - la valentía, la tenacidad, el sentido práctico, el ingenio, la lealtad al Rey y compañeros - que ayudó a Nueva Zelanda definirse a sí misma como una nación, aun cuando peleó ciegamente en el otro lado del mundo en el nombre de la Imperio Británico. Después de Gallipoli, Nueva Zelanda tuvo una mayor confianza en su propia identidad y un mayor orgullo en la contribución internacional que podría realizar. Y el respeto mutuo ganado durante los combates fue la base de los estrechos vínculos con Australia que continúan hasta hoy.

## Criticismo
El profesor Manning Clark, en su influyente obra (Una historia de Australia, sugirió una imagen que contrasta con la del soldado inocente y honorable de Anzac. De una amplia gama de fuentes que proporcionan la evidencia de la mala conducta de los soldados. Por ejemplo documenta como reclutas se entregaron a orgías sexuales con una joven de 18 años de edad en el campamento Broadmeadows antes de ser enviados a la guerra. Clark también señala que en Egipto algunos soldados después de emborracharse quemaron las pertenencias de la población local y pasaron tanto tiempo en los burdeles locales que algunos contrajeron enfermedades de transmisión sexual.

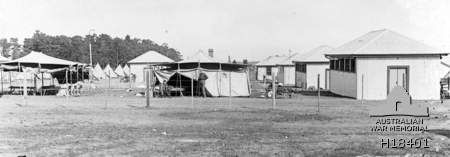
Victoria. Hospital de aislamiento del Ejército en el Campo de Broadmeadows

Otros estudiosos, como el profesor de política de la Universidad La Trobe, Robert Manne, también han cuestionado la veracidad o la leyenda de Anzac, argumentando que es más precisa para describir el concepto como mitología. El Dr. Dale Blair de la Universidad Deakin sugiere que:
Aunque los rasgos tales como el igualitarismo, el ingenio y la iniciativa se asume y se mantienen en la memoria popular de la nación como una representación veraz, no sólo de los soldados de Australia de la Primera Guerra Mundial, sino también del carácter nacional, no era lo suficientemente evidente la experiencia del Primer Batallón [en Gallipoli] para justificar su avance como características generales de los soldados australianos o de la nación.
Según Blair el historiador oficial de la guerra, Charles Bean, "avanzó una visión idealizada de sacrificio para proporcionar a la nación un mayor significado y consuelo como compensación por la muerte de sus soldados". El Profesor Verity Burgmann de la Universidad de Melbourne argumenta que la imagen predominante de Anzac y las posteriores batallas en el frente occidental como la máxima representación de la unidad nacional y sacrificio compartido es una falsedad, porque dos referendos de reclutamiento fueron derrotados en Australia, y muchos australianos se oponían totalmente a cualquier participación en la guerra.
Otros escépticos han cuestionado la idea de que el "carácter nacional" de Australia " se forjase en las playas de Gallipoli. En el año 2008 un editorial en el Sydney Morning Herald, declaraba:
Pero ¿por qué los australianos ahora, 90 años después, están todavía tan ansiosos por algún estereotipo de la reafirmación de su carácter? ¿Por qué la duda sobre sí mismos? El peligro de la transformación - como el recuerdo sustituye a la memoria, y el nacionalismo reemplaza el recuerdo - es que la solemnidad y el serio propósito del Día de Anzac se pierda en una búsqueda irrelevante para algún tipo de esencia de australianenses.
Del mismo modo, el historiador Mark McKenna se opone a la idea de que los rasgos de carácter que supuestamente definen el espíritu Anzac sean única y demostrables de Australia, con el argumento de que estas virtudes, en realidad son universales, y que se "encuentran en Palestina e Irak, en Darfur y Timor Oriental, en Afganistán y Zimbabue."
Alan Young, veterano de guerra de la Segunda Guerra Mundial y cineasta, presenta una visión diferente de los orígenes de la tradición de Anzac en su película Forging the Anzac Tradition, The Untold Story (Forja de la tradición Anzac, la historia no contada). Young argumenta que "Si Gallipoli es la cuna del acrónimo de Anzac, el frente occidental es donde la leyenda Anzac creció, se mantuvo de pie y donde se cementó su lugar en la historia internacional y en nuestros corazones". Él señala que el número de hombres que murieron en la "guerra real" en el frente occidental fue cinco veces superior que en el desastroso desvío de Gallipoli, pero muchos australianos saben muy poco de este sacrificio.
Algunos también han criticado el fundamento masculino de la leyenda de Anzac. De acuerdo a las nociones populares del Espíritu de Anzac, la unión hombre o compañerismo se convierte en la principal característica en la descripción de australianese, sin embargo, estas características se considera que implica que la verdadera Australia es inevitable y únicamente masculina. Algunas feministas han descrito, por lo tanto, esta noción de ser excluyente y discriminatoria y sostienen que, como resultado de ello, no puede definir lo que significa ser australiano. El Profesor Joy Damousi ha puesto en duda una visión de carácter nacional australiano, basada exclusivamente en el militarismo y el heroísmo, argumentando que esto oculta una comprensión más compleja, diversa e inclusiva de identidad.
En términos más generales el Dr. Martin Ball de la Universidad de Melbourne afirma que confundir el espíritu de Anzac con un colectivo de carácter nacional de Australia expone a una comprensión estrecha de forma acrítica de la historia de Australia:
La tradición de Anzac tiene muchos valores para todos nosotros para celebrarlo, pero el mito también suprime la parte de la historia de Australia que son difíciles de tratar. Anzac es un medio para olvidar los orígenes de Australia. La población aborigen está convenientemente apartada. Las manchas de los convictos son borradas. La inmigración de la posguerra se usa aún para ampliar la identidad cultural de la población.